# Lactistomyia paranaensis
Lactistomyia paranaensis är en tvåvingeart som beskrevs av Ale-rocha 2008. Lactistomyia paranaensis ingår i släktet Lactistomyia och familjen puckeldansflugor. Inga underarter finns listade i Catalogue of Life.